# Ratnovce
Ratnovce é um município da Eslováquia, situado no distrito de Piešťany, na região de Trnava. Tem 8,44 km² de área e sua população em 2018 foi estimada em 1.068 habitantes.

## Demografia
| Ano:        | 1994 | 2004   | 2014   | 2024   |
| ----------- | ---- | ------ | ------ | ------ |
| Broj ljudi: | 960  | 950    | 1027   | 1074   |
| Razlika:    |      | -1,04% | +8,10% | +4,57% |

| Ano:               | 2023 | 2024   |
| ------------------ | ---- | ------ |
| Número de pessoas: | 1082 | 1074   |
| Diferença:         |      | -0,73% |